# Парк Бютт-Шомон
Парк Бютт-Шомон (фр. parc des Buttes-Chaumont) — міський парк 19 округу Парижа, розташованого в північно-східній частині міста, загальною площею 24,73 га.

## Історія парку
Це третій за величиною паризький парк серед 426 садів і парків Парижа після парку Ла-Вілетт у тому самому окрузі й саду Тюїльрі. Створений в епоху Наполеона III мером міста бароном Османом. Творець парку — Жан-Шарль Альфан (Jean-Charles Alphand), який також займався плануванням Булонського лісу, волів вдатися тут до більш властивих природі вигнутих лінії на відміну до прямих ліній традиційного французького саду. Храм Св. Сибілли споруджений за проектом архітектора Габріеля Давью (Gabriel Davioud) в 1869 році.

## Статистика
Парк у цифрах:
- Майже 25 га загальної площі (247 316 m²)
- 12 га зелених газонів
- 6 га квіткових насаджень
- Площа озера 1,5 га
- 1 га кам'яних насипів
- 5,5 км дорожнього покриття
- 2,2 км пішохідних стежок

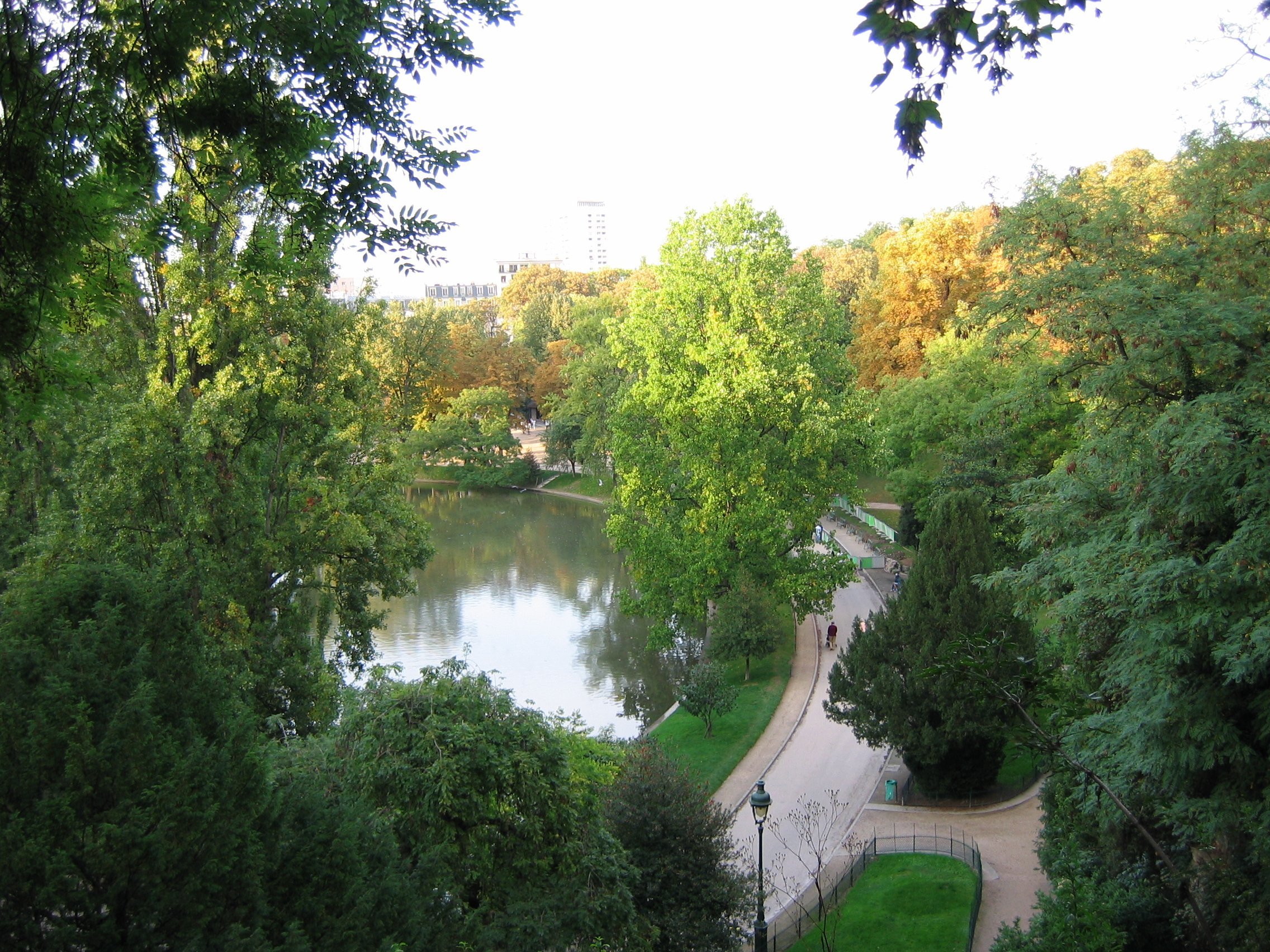
Вид на парк Бютт-Шомон
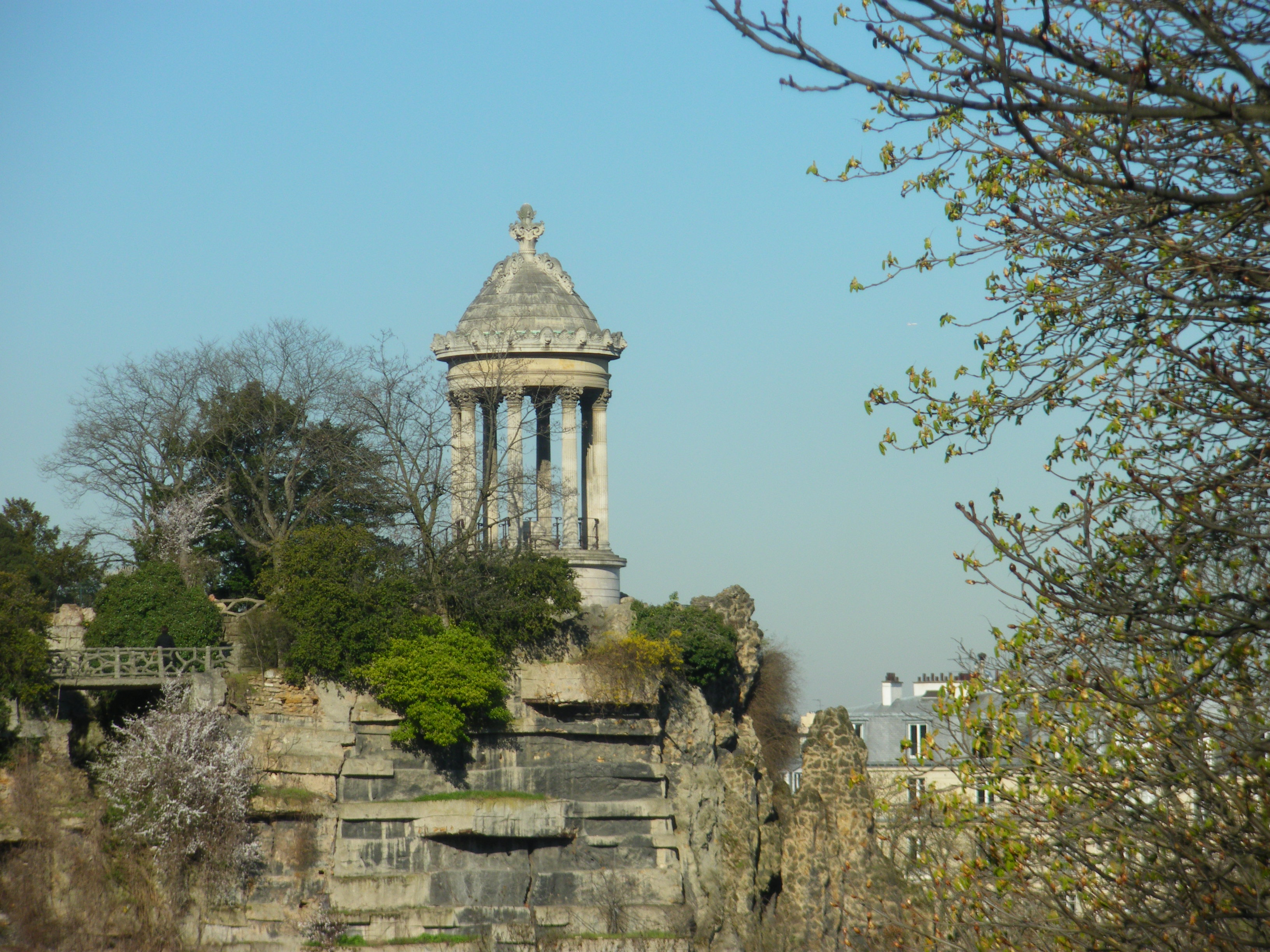
Бельведер парку Бютт-Шомон